# Link Hogthrob
Link Hogthrob is een Muppet-pop. Hij kwam voor het eerst voor in het tweede seizoen van de komische televisieserie The Muppet Show, als de kapitein van ruimtevaartuig Swinetrek in de sketch 'Pigs in Space'.
Link is een varken met blonde haren, een sullige blik in zijn ogen en een dikke kin gelijk die van Popeye. Hij gedraagt zich als een stereotiepe macho, maar is in feite een bange lafaard. Zijn buitensporige quasi-heldhaftigheid was de bron van veel conflicten met zijn tegenspeelster First Mate Piggy. In tegenstelling tot Dr. Strangepork, wiens rol in The Muppet Show vrijwel geheel was beperkt tot de 'Pigs in Space'-sketches, was Link geregeld te zien in andere acts en maakte hij meermaals deel uit van de plot van het programma.
Vanaf het derde seizoen van de show speelde Link ook Fozzies chef in de terugkerende sketch 'Bear on Patrol', waarin Fozzie een politieagent speelde. Door Links domheid raakte Patrol Bear, zoals Fozzie in deze sketches genoemd werd, geregeld zwaargewond.
Daarnaast was Link Hogthrob een van de weinige Muppet Show-personages die regelmatig voorkwamen in de Muppet Central-controlekamer in The Jim Henson Hour.
Na de dood van Links poppenspeler Jim Henson in 1990 kwam het personage nog nauwelijks voor in Muppet-producties en dan voornamelijk zonder dialoog, zoals in Muppets Tonight. De enige twee keren dat hij te horen was na 1990 was in de videospellen Muppet Race Mania en Muppets Party Cruise. Hij werd in deze spellen van een stem voorzien door Steve Whitmire, die ook Kermit de Kikker van Henson had overgenomen. Whitmire speelt Link Hogthrob eveneens in de nieuwe Muppet-films The Muppets en Muppets Most Wanted.
De Nederlandse stem van Link Hogthrob is Olaf Wijnants in The Muppets, Muppets Most Wanted en Muppets Now.